# Фантастична місія Загону
Фантастична місія Загону (англ. назва Fantasy Mission Force) — гонконгський фільм з Джимі Ванг Ю в головній ролі. Фільм вийшов на екрани у 1982 році. В фільмі одну з ролей грає Джекі Чан.

## Сюжет
Дії фільму розгортаються під час японсько-китайської війни в 1930-1940-х роках. Японці захоплюють чотирьох генералів, найнятих на заході. Китайський уряд приховує цей факт, і наймає капітана Дона Вена (Джимі Ванг Ю), який повинен сформувати команду і повернути генералів впродовж чотирьох днів. Дон формує команду, але перед початком операції помирає. Група, до якої приєднується Джекі Чан (у епізодичній ролі) вирішує завершити важливу місію.

## В ролях
- Бріджет Лін — Лілі
- Джекі Чан — Семмі
- Джимі Ванг Ю — Дон Вен
- Чанг Лін — Емілі
- Адам Ченг — Амазон Ледер
- Єн Шан — старий син